# Бернье, Максим
Максим Бернье (англ. Maxime Bernier; род. 18 января 1963, Сен-Жорж) — канадский политик, лидер Народной партии (с 2018), министр иностранных дел (2007—2008).

## Биография
Родился 18 января 1963 года в Сен-Жорж де Бёс в Квебеке.
Второй из четверых детей Жиля Бернье, который переехал из Монреаля в Бёс, чтобы стать ведущим утренних программ местной радиостанции CKRB-FM и посвятил этой профессии 28 лет, занявшись в 1984 году политикой. Максим Бернье в юности серьёзно увлекался канадским футболом, участвуя со школьной командой в квебекском школьном чемпионате Золотой кубок. Получил степень бакалавра по управлению в Университете Квебека в Монреале и в 1985 году поступил в Оттавский университет, где изучал право, далее занимался адвокатской практикой.
В 2006 году впервые избран депутатом Палаты общин от округа Бёс, представляя Консервативную партию.
Заняв в парламенте кресло, которым в течение 13 лет обладал его отец, Максим Бернье сразу получил портфель министра промышленности в сформированном после победоносных выборов консервативном правительстве, запомнившись в этой должности решением об отмене мер регулирования телефонии в Интернете, принятых CRTC. Летом 2007 года назначен министром иностранных дел.
26 мая 2008 года Бернье оставил Министерство иностранных дел из-за обвинений в нарушении норм секретности (он оставил важные государственные документы дома у своей подруги Жюли Кульяр — бывшей модели, которую подозревали в связях с организованной преступностью и бандами байкеров). Месяцем ранее он привлёк к себе внимание скандальным заявлением, что президент Афганистана Хамид Карзай должен уволить губернатора провинции, в которой дислоцирован канадский воинский контингент численностью 2500 человек.
14 сентября 2018 года возглавил созданную им Народную партию Канады.
В 2019 году потерпел поражение на выборах в округе Бёс, уступив с результатом 28,4 % кандидату от консерваторов Ришару Леу (38,6 %).
11 июня 2021 года арестован в провинции Манитоба по обвинению в нарушении ограничительных мер, обусловленных эпидемией COVID-19 (Бернье организовал предвыборные митинги, численность участников которых превышала разрешённый предел).
20 сентября 2021 года проиграл в своём округе парламентские выборы (в целом новая политическая сила набрала около 5 % голосов и не провела в парламент ни одного депутата).